# 龐卓欣
龐卓欣（英語：Ada Pong Cheuk Yun，1992年5月14日—），香港女YouTuber，2015年度香港小姐競選亞軍。

## 早年經歷
龐卓欣早年就讀香港拔萃女小學、拔萃女書院及美國曼哈頓音樂學院，來自富貴家庭，父親為股評人、東驥基金管理董事總經理龐寶林，母親為香港中文大學兼職導師，姑母為前沙田區議員龐愛蘭，2015年度香港小姐競選冠軍麥明詩為其中小學同學。在中學時因成績不太好，加上自覺外貌不夠出眾被同學排擠，覺得香港的教育制度不適合她之後決定到美國讀書。

## 選美之後
龐卓欣在嬴得香港小姐亞軍後，並未有跟同屆冠軍麥明詩及季軍郭嘉文般簽下電視台藝員合約，而是自行開設Youtube頻道而成為Youtuber，亦有報章報導指龐卓欣於完成香港小姐參賽合約後，將轉職為音樂教師，教導小朋友唱歌，而此這決定亦獲其父母及當時男友支持。

## 感情生活
龐卓欣的前男友是香港鐘錶業人士孫秉樞長孫孫智威（Solomon），兩人自2013年起拍拖，而龐卓欣亦曾希望能於26歲時與孫智威結婚，並於30歲前生兒育女，惟龐卓欣於2019年6月在影片中表示，兩人已於該年2月分手。

## 演出

### 節目嘉賓（無綫電視）
| 首播   | 節目名               | 備註   |
| 2015年 | 今晚睇李             | 嘉賓   |
| 2015年 | 2015香港小姐首回戰   | 參賽者 |
| 2015年 | 2015香港小姐次回戰   | 參賽者 |
| 2015年 | 香港小姐競選決賽     | 參賽者 |
| 2015年 | 2015香港小姐傳奇誕生 | 參賽者 |
| 2017年 | 萬眾同心公益金       | 嘉賓   |

### 短片
- 2016年： 浸大60周年校慶6x10短片 - 何緯豐《臭豆腐同鄉會》 （页面存档备份，存于）飾 主播

## 曾獲獎項與提名
| 年份   | 獎項                                             | 結果 |
| 2015年 | 2015香港小姐競選 亞軍                            | 獲獎 |
| 2015年 | 2015年度香港小姐競選 「水上擂台」－游泳比賽 季軍 | 獲獎 |

## 外部連結
- 龐卓欣的Instagram帳戶
- 龐卓欣的Facebook專頁
- 2015香港小姐競選 - 龐卓欣Ada - 佳麗檔案 - tvb.com
- YouTube上的龐卓欣頻道

| 前任： 王卓淇 | 香港小姐競選亞軍 2015年 | 繼任： 劉穎鏇 |